# Amharas
Pour les articles homonymes, voir Amhara.
Les Amharas (amharique : አማራ, amara, ge'ez: አምሐራ) sont des habitants de l'Éthiopie, qui vivent en particulier dans la région Amhara de l'Éthiopie et parlent amharique. Avec près de 20 millions de personnes et plus de 20 % de la population éthiopienne, ils constituaient le second groupe ethno-linguistique du pays dans le recensement de 2007 après les Oromos.

## Histoire

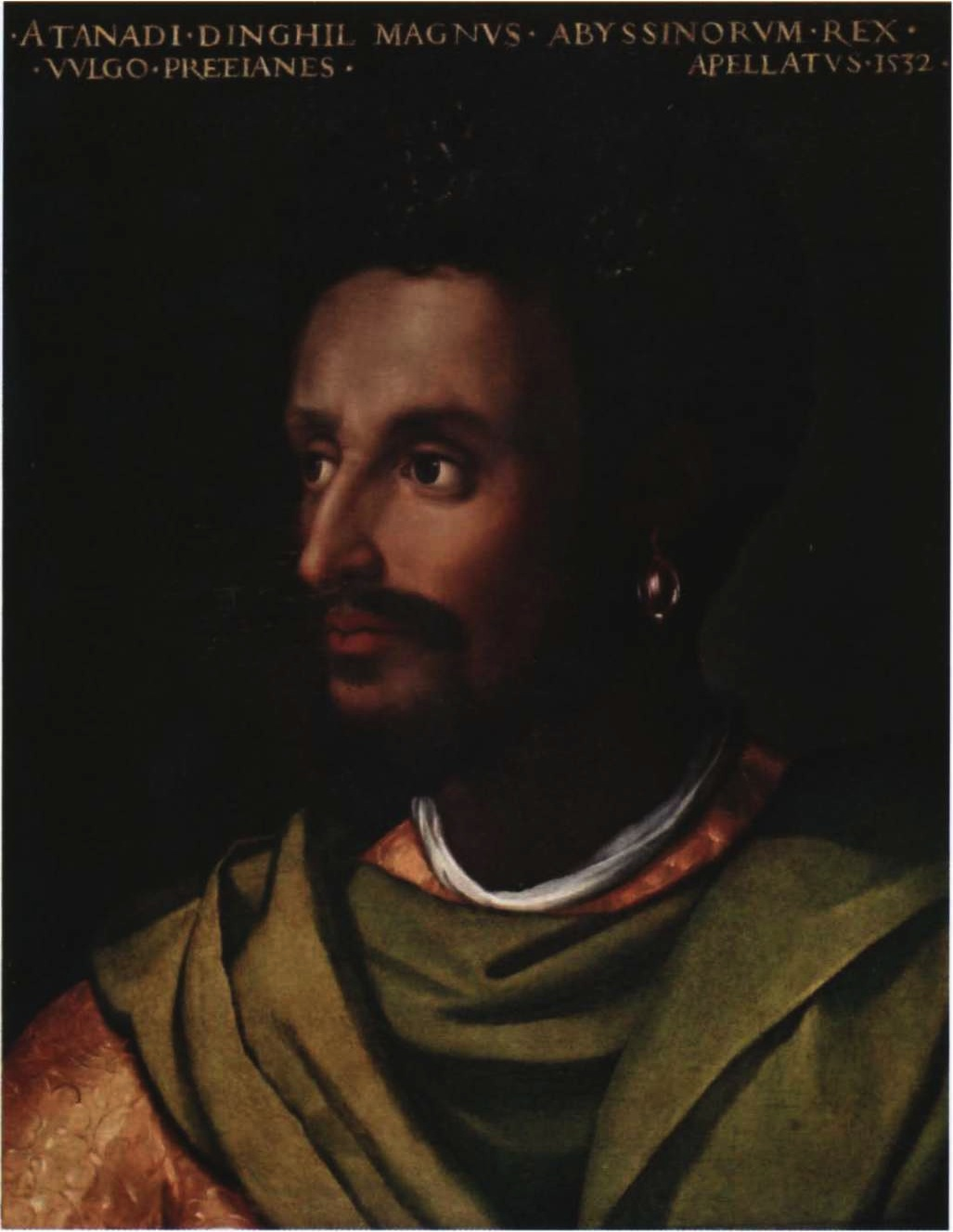
Lebna Dengel, nəgusä nägäst (Empereur d'Ethiopie), membre de la Dynastie de Salomon

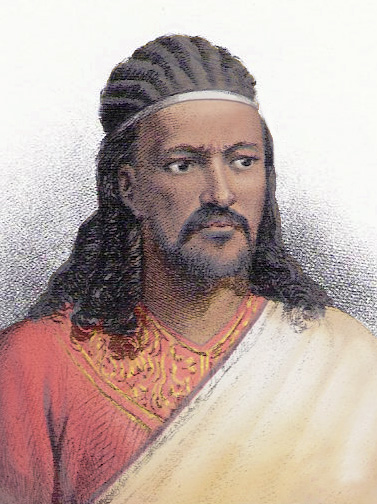
Tewodros II, nəgusä nägäst

Le peuple Amhara a historiquement habité le nord, le centre et l'ouest de l'Éthiopie. Il est principalement constitué d'agriculteurs et forme sans doute le premier groupe agricole d'Éthiopie (avec d'autres groupes tels que Agews, Gurages, Gafats, Argobas et Hararis) car produisant et utilisant principalement les céréales domestiquées originaires de leur région tels que le Teff et le Nug. 
Certains auteurs suggèrent qu'ils pourraient venir du Yémen moderne (Sheba et Himyar), du royaume d'Axoum et s'être relocalisés à (Amhara) Sayint, désormais connu sous le nom de Wollo (du nom d'un clan oromo qui a émigré dans la région aux XVIe et XVIIe siècles), un endroit qui était connu dans le passé comme la région d'Amhara. 
Les Amhara (parfois dits «Abyssins» par des sources occidentales) sont actuellement l'un des deux plus grands groupes ethniques d'Éthiopie, avec les Oromo,.
La province d'Amhar était historiquement située dans la province moderne de Wollo (Bete Amhara). Dans son sens moderne, la région maintenant connue sous le nom d'Amhara, à l'époque féodale était composée de plusieurs provinces avec plus ou moins d'autonomie, dont Gondar, Gojjam, Wollo, Lasta, Shewa, Semien, Angot et Fetegar. 
Depuis plus de deux mille ans, la patrie traditionnelle des Amharas est la zone des hauts-plateaux du centre de l'Éthiopie.  
Protégé par de hauts reliefs et clivé par de grandes gorges, l'ancien royaume d'Abyssinie a été longtemps relativement isolé des influences du reste du monde. Néanmoins la présence chrétienne des Axoumites (Axoum) dans la région d'Amhara remonte au moins au VIIIe siècle, avec la création du monastère d'Istifanos sur le Lac Haïk.  
D'autres sites et monuments indiquent des présences axumites ailleurs (ex : statues de Lion Geta, situées à 10 km au sud de Kombolcha, qui remonteraient au IIIe siècle ou même à la période pré-axumite).  
En 1998, des fragments de poterie ont été trouvés autour de tombes à Atatiya dans le sud de Wollo à Habru au sud-est de Hayq et au nord-est d'Ancharo (Chiqa Beret). Leurs décorations et symboles sont des preuves archéologiques que la civilisation aksoumite s'était étendue au sud d'Amhara au-delà d'Angot (en). 
De nombreux sites plus anciens ont été détruits sous le règne de Gudit et en particulier lors des invasions musulmanes menées par l'imam Ahmad ibn Ibrahim al-Ghazi, où Amhara et Angot ont été ravagés. 
La première mention de l'Amhara remonterait au début du XIIe siècle, au milieu de la dynastie Zagwe, quand les Amhara furent enregistrés comme  étant en conflit avec les Werjih en 1129. Les Werjih habitaient les plaines orientales de Shewa en tant que pasteurs. Les Amhara représentaient donc déjà un groupe ethnique distinct, présents jusqu'au plateau sud depuis au moins le XIIe siècle, réfutant une proposition commune avancée par des chercheurs comme Mesfin Woldemariam et Takele Tadesse qui ont suggéré que les Amhara n'existaient pas alors déjà comme groupe ethnique.
Après la fin de la dynastie Agaw Zagwe, la dynastie solomonique a gouverné l'Empire éthiopien pendant de nombreux siècles à partir de 1270 apr. J.-C. avec l'ascension de Yekuno Amlak, dont la base politique et de soutien était issue de Shewa et d'Amhara. 
Depuis et jusqu'à la destitution de Hailé Sélassié en 1974, (à l'exception du Tigré Yohannes IV), les Amhara ont gouverné et formé le noyau politique de l'Empire éthiopien, élargissant considérablement ses frontières, sa richesse et son prestige international, et établissant plusieurs sites royaux médiévaux et capitales telles que Tegulet, Debre Berhan, Barara (situé à Entoto, à Addis-Abeba de nos jours), Gonder et Magdela, les trois premiers étant situés à Shewa.
Au début du XVe siècle, les empereurs ont cherché à établir un contact diplomatique avec les royaumes européens pour la première fois depuis l'époque aksoumite. Une lettre du roi Henri IV d'Angleterre à l'empereur d'Abyssinie a été conservée. En 1428, l'empereur Yeshaq a envoyé deux émissaires à Alphonse V d'Aragon, qui a envoyé des émissaires de retour, lesquels n'ont pas terminé le voyage de retour.
Les premières relations continues avec un pays européen ont commencé en 1508 avec le Portugal sous l'empereur Lebna Dengel, qui venait d'hériter du trône de son père C'est ainsi que quand l'Empire a été soumis aux attaques du sultanat général Adal et de l'imam Ahmad ibn Ibrahim al-Ghazi (appelé "Grañ" ou "le gaucher"), le Portugal a aidé l'empereur d'Éthiopie en envoyant des armes et quatre cents hommes, qui ont aidé son fils Gelawdewos à vaincre Ahmad et à rétablir son règne. Cette guerre éthiopienne-adal a également été l'une des premières guerres par procuration dans la région, l'Empire ottoman et le Portugal ayant pris parti dans le conflit.

## Sociologie, stratification sociale
Dans la société amharique traditionnelle et celle des autres populations locales de langue afro-asiatique, il y avait quatre strates de base. Selon l'Ethiopien Donald Levine, ces classes étaient  : les castes ou clans de haut rang, les clans de rang inférieur, des castes spécifique (artisans) et d'esclaves,. 
Les esclaves étaient au bas de la hiérarchie et étaient principalement issus des groupes païens Nilotic Shanqella.  Aussi connu sous le nom de barya (qui signifie «esclave» en amharique), ils ont été capturés lors de raids d'esclaves dans l'arrière-pays sud de l'Éthiopie. Les prisonniers de guerre étaient une autre source d'esclaves, mais la perception, le traitement et les devoirs de ces prisonniers étaient nettement différents.
Selon Levine, l'esclavage répandu dans la Grande Éthiopie a officiellement pris fin dans les années 1930, mais les anciens esclaves, leur progéniture et les esclaves de facto ont continué à occuper des positions similaires dans la hiérarchie sociale.
Le système de castes Amhara distinct, classé plus haut que les esclaves, reposait sur les principes suivants, :
1. endogamie ;
2. statut hiérarchique ;
3. contraintes sur la commensalité ;
4. concepts de « pollution » ;
5. chaque caste a eu une occupation traditionnelle ;
6. appartenance héréditaire à une caste.

La plupart des chercheurs admettent qu'il y a eu une stratification sociale rigide, endogame et professionnellement fermée entre Amhara et d'autres groupes ethniques éthiopiens afro-asiatiques. Cependant, certains qualifient ce système de classe endogame économiquement fermé, ou de minorités professionnelles,, tandis que d'autres, tel l'historien David Todd, affirment que ce système peut être catégoriquement étiqueté comme basé sur la caste,,.

## Religion

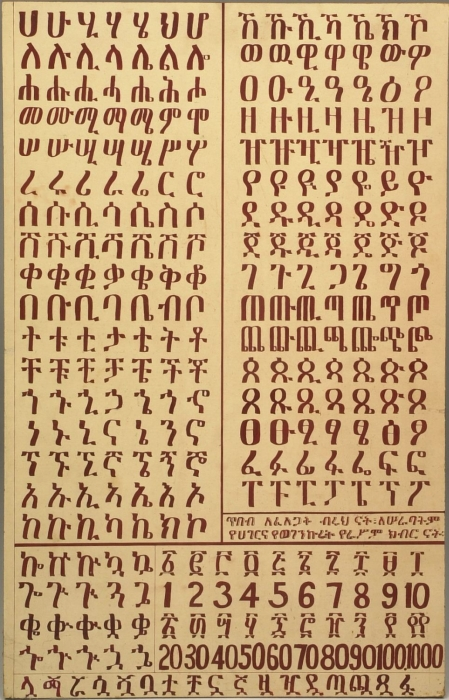
Alphabet amharique

La religion prédominante de l'Amhara pendant des siècles a été le christianisme, l'Église orthodoxe éthiopienne Tewahedo jouant un rôle central dans la culture du pays. 
Selon le recensement de 2007, 82,5% de la population de la région d'Amhara étaient chrétiens orthodoxes éthiopiens ; 17,2% étaient musulmans (dans la région du Wollo essentiellement) et 0,2% protestants et 0,5 bêta Israël.
L'Église orthodoxe éthiopienne entretient des liens étroits avec l'Église copte orthodoxe d'Alexandrie.  Pâques et l'Épiphanie sont les célébrations les plus importantes, marquées par des services, des festins et des danses. Il y a aussi de nombreux jours de fête tout au long de l'année, où seuls les légumes ou le poisson peuvent être consommés.
Les mariages sont souvent arrangés, les hommes se mariant à la fin de leur adolescence ou au début de la vingtaine. Traditionnellement, les filles étaient mariées dès l'âge de 14 ans, mais au XXe siècle, l'âge minimum a été relevé à 18 ans, ce qui a été imposé par le gouvernement impérial. Après un mariage à l'église, le divorce est mal vu. Chaque famille organise un festin de mariage séparé après le mariage.
À l'accouchement, un prêtre rendra visite à la famille pour bénir l'enfant. La mère et l'enfant restent dans la maison pendant 40 jours après la naissance pour la force physique et émotionnelle. L'enfant sera emmené à l'église pour le baptême à 40 jours (pour les garçons) ou 80 jours (pour les filles).

## Ethnonymie
Selon les sources et le contexte, on observe plusieurs formes : Amanarinya, Amara, Amarinnya, Amarinya, Amharas, Amharinya, Kuchumba.

## Langues
Les Amhara parlent l'amharique, une langue sémitique dont le nombre total de locuteurs a été estimé à 17 528 500. 17 400 000 ont été dénombrés en Éthiopie lors du recensement de 1994.
Cependant d'autres langues, telles que l'anglais, l'arabe, l'oromo et le tigrigna, sont également pratiquées.

### Filmographie
- Présentation de l'émission Rendez-vous en terre inconnue diffusée le 7 juillet 2008 sur la chaîne de télévision France 2, tournée chez et avec des Amharas, avec la participation de Adriana Karembeu.